# Michael Navarrus
Michael Navarrus (anche Miguel Navarro) (Pamplona, 1563 circa – Pamplona, 2 gennaio 1627) è stato un compositore spagnolo.

## Biografia
Fu un eccellente polifonista. Ebbe l'incarico di maestro di cappella della cattedrale di Calahorra dal 1591 al 1600. Nel 1595 il capitolo della cattedrale di Pamplona gli diede un compenso per un libro di inni e salmi e due libri di polifonia. Il primo libro fu stampato verso il 1614, mentre gli altri due non furono stampati e si sono perduti. Nel periodo dal 1600 al 1608 si ritirò in un eremo presso il villaggio di Turruncún, nella Rioja. Verso il 1608 si ha notizia di lui nella zona di Pamplona. Fu dal 1616 maestro di cappella della cattedrale di Irún.